# Revolta lui Ahmet Anzavur
Revolta lui Ahmet Anzavur este numele dat de fapt unei serii de rebeliuni conduse de Ahmet Anzavur în timpul Războiului de Independență al Turciei. Forțele aflate sub comanda lui Anzavur erau formate din persoane de diferite etnii, grupul principal fiind format din cerchezi. Revolta a izbucnit pe 1 octombrie 1918 și a durat până pe 25 noiembrie 1920, fiind coordonată de forțele britanice. Revolta s-a desfășurat în regiunea localităților Biga, Bandırma, Karacabey și Kirmastı. Forțele naționaliste turce au reușit cu dificultate să pună capăt acestor revolte

## Cadru istoric
Revolta lui Ahmet Anzavur a avut loc în perioada octombrie 1919 – noiembrie 1920. Rebelii își proclamaseră loialitatea față de Imperiul Otoman și se opuneau guvernului revoluționar naționalist turc. Revolta a fost înfrântă în fiecare dintre fazele sale de forțele naționaliste turce. 

## Prima rebeliune și înfrângerea ei
Prima rebeliune a lui Ahmet Anzavur a izbucnit în Manayas în octombrie 1919.. Anzavur a declarat locuitorilor orașului Manayas că are ca obiectiv capturarea sau uciderea lui Hacim Muhittin, liderul naționaliștilor din regiunea Balikesir. Rebelii intenționau să lupte pentru apărarea guvernului sultanului din Constantinopol, a cărui autoritate era puternic amenințată de forțele naționaliștilor . Anzavur a trimis două telegrame a doua zi, una sultanului, a doua lui  Mustarrif Ali Riza în care declara că: „Este de datoria tuturor musulmanilor adevărați să îi înfrângă pe naționaliști.”  Amenințarea acestei mișcări contrarevoluționare a fost înțeleasă imediat de naționaliști, care au luat imediat măsuri de contracarare a forțelor lui Ahmet Anzavur.
Anzavur s-a ținut de cuvând și, împreună cu sprijinitorii săi a început să atace reprezentanții guvernului în teritoriu. Până în noiembrie, noi recruți s-au adăugat forțelor sale. După ce a refuzat să aibă orice fel de discuții pentru încetarea luptelor cu naționaliștii, Anzavur și oamenii lui au fost etichetați drept criminali și unelte ale britanicilor de către palat și revoluționari.
Prima luptă care poate fi considerată o bătălia în adevăratul înțeles al cuvântului a avut loc pe 15 noiembrie la Balikesir. Forțele lui Anzavur au suferit pierderi importante și au fost forțate să se retragă spre nord, trecând prin Susurluk, cu naționaliștiilui (Koprululu) Hamidi pe urme. Pe 20 s-au semnalat lutpe în jurul localităților Gonen, Manayas, Karacabey, Biga și Susurluk.. După ce ultimele lupte au pecetluit înfrângerea rebeliunii, Anzavur și comandanții săi au permis supraviețuitorilor să se întoarcă la casele lor pentru iernat.

## A doua rebeliune și înfrângerea ei
Anzavur a început la începutul anului 1920 recrutarea de noi simpatizanți pentru o nouă campanie militară. Această nouă forță avea să fie cunoscută cu numele de „Armata lui Muhammad”. Luptele au reizbucnit pe 16 februarie 1920. 
Atunci când oamenii lui Anzavur și-au făcut intrarea în Biga, după un scurt schimb de focuri, iar Hamidi s-a refugiat într-un depozit de arme din apropiere. Locuitorii orașului i-au întâmpinat pe oamenii lui Anzavur cu entuziasm. Oamenii lui Hamidi au refuzat să se reîntoarcă în oraș și să se implice într-o luptă în care ar fi căzut victime concetățenii lor. Hamidi a ordonat adjunctului său, Kani Bey, să se reîntoarcă în oraș și să execute pe cei pe care îi considera neloiali. Kani a îndeplinit ordinul, executând fără niciun fel de judecată 14 oameni. Locuitorii orașului Biga au fost înfuriați de aceste crime. O masă de oameni revoltați au atacat casa lui Kani Bey. Dacă el a scăpat la început cu fuga, a fost în cele din urmă descoperit de mulțime și împușcat. Hamidi a fost la rândul lui prins de mulțimea furioasă și bătut până la moarte.
Forțele lui Anzavur s-au întărit, victoria din Biga consolidându-i poziția în lunile care au urmat. Pentru guvernarea orașului a fost format un comitet a trei notabilități și lideri paramilitari locali. În acest timp, naționaliștii au trimis un fost inspector regional, Simah Rifat Bey, să negocieze cu localinicii reîntoarcerea sub autoritatea revoluționarilor, dar argumentele lui nu i-au convins pe cetătenii Bigăi.  
Pentru preluarea controlului asupra orașului, naționaliștii au organizat o forță de 500 de oameni care, la mijlocul lunii martie a plecat în misiune pentru recucerirea regiunii rebele. Anzavur a preluat apărarea orașului împotriva acestor trupe. Cei care au luptat alături de el, în cea mai mare parte cerchezi și pomaci, erau înarmați în principal cu arme albe. Anzavur a reușit să apere orașul și, profitând de dezertările din rândurile naționaliștilor, și-a întărit efectivele, mai mult a făcut noi recrutări din regiunea Gonen. Pe 4 aprilie, trupele de sub comanda lui Anzavur și a imamului din  Gavur Imam au intrat în Gonen. În următoarele două zile, Armata lui Muhammad a ocupat succesiv Bandirma, Karacabey și Kirmasti.
Victoriile lui Anzavur a dus la o mobilizare mai mare  a naționaliștilor. Aceștia au organizat o forță de aproximativ 2.000 de oameni sub comanda cerchezului Ethem . Pe 16 aprilie, Anzavur a suferit o înfrângere grea în lupta din apropierea satului Yahyakoy. În următoarele trei zile, forțele conduse de Ethem au cucerit toate localitățile pe care le mai controlau susținătorii lui Anzavur. Până la sfârșitul lunii aprilie, Armata lui Muhammad s-a dezintegrat, iar Anzavur s-a refugiat la Constantinopol pe un vas englez.

## Revolta finală și moartea lui Ahmet Anzavur
După înfrângerea lui Anzavur de la Yahyakoy, a izbuicnit o nouă revoltă în regiunea Adapazarı . Liderii acestei rebeliuni erau (Berzeg) Safer, (Maan) Koc și (Maan) Ali. Această nouă revoltă a avut sorți de izbândă la început datorită faptului că naționaliștii au făcut aceleași greșeli pe care le făcuseră și în cazul lui Anzavur. Și de această dată, guvernul naționalist a luat măsuri pentru înăbușirea revoltei. Datorită experienței câștigate în luptele cu rebelii lui Anzavur, pentru această misiune a fost desemnat tot Ethem. Forțele guvernamentale au ocupat rapid și fără luptă controlul în Adapazari și Sabanca.  Pe 26 mai, Ethem a intrat în Düzce, unde a dat ordin ca doi dintre liderii rebelilor căzuți prizonieri, (Berzeg) Safer și (Maan) Koc să fie executați. Un alt lider al răsculaților, (Maan) Ali, a reușit însă să fugă.
După izbucnirea revoltei din Duzce, guvernul loialist a anunțat crearea unei noi armate, care să distrugă așa-numitele  „Forțe Naționale”, ostile guvernului de la Constantinopol și loiale Marii Adunări naționale și lui Mustafa Kemal. Această armată era formată din 1.000 de soldați sub comanda lui Sefik Pașa. Pe 26 aprilie a fost făcut public faptul că guvernul contral dorea să îi acorde lui Ahmet Anzavur o funcție de comandă în regiune. Pe 4 mai, Sefik Pașa a ajuns în fruntea trupelor sale la Izmit. Anzavur s-a alăturat acestor forțe cu cei 500 de oameni pe care i-a recrutat din Biga.
Contribuția adusă cauzei guvernului central de către Anzavur a fost neglijabilă, el fiind imobilizat după și-a rupt un picior în luptele cu naționaliștii. Cei 500 sute de oameni ai săi au continuat lupta până la sfârșitul lui iunie, când s-au retras. Despre Anzavur nu s-a mai știut nimic aproape un an, până când a reînceput să facă recrutări. 
Liderul naționalist Arnavud Rahman a aflat atât noua campanie de recrutări ale lui Anzavur și a organizat pe 15 aprilie 1921 o ambuscadă în apropiere de Karabiga în timpul căreia Anzavur a fost ucis .